# Моргунов Олександр Юрійович
Олександр Юрійович Моргунов (нар. 29 грудня 1974, Запоріжжя) — український футболіст та футзаліст, який грав на позиції нападника і півзахисника. Найбільш відомий за виступами в клубі української вищої ліги «Металург» із Запоріжжя, та в низці українських та закордонних футзальних клубів.

## Кар'єра футболіста і футзаліста
Олександр Моргунов розпочав виступи на футбольних полях у складі команди вищої української ліги «Металург» із Запоріжжя, проте зіграв у її складі лише 1 матч. У 1994 році Моргунов перейшов до складу команди другої ліги «Дружба» з Бердянська. Узимку 1996 року футболіст перейшов до складу іншої команди другої ліги «Віктор» із Запоріжжя, в якій грав до 1997 року. Паралельно з 1996 року він почав грати у складі футзальної команди «Сіал-Джет-Дніпроспецсталь-2». У 1999 році Моргунов перейшов до складу футзального клубу «Запоріжкокс». У 2000 році футзаліст виїхав грати до Росії, де в 2000—2002 роках грав у складі клубу «Альфа» з Єкатеринбурга, а в 2002—2003 роках грав у складі клубу «ТТГ-Ява» з Югорська. У 2003 році український футзаліст грав у складі казахського клубу «Жигіттер».
У 2004 році Олександр Моргунов повернувся в Україну, де став гравцем футзального клубу ДСС, у якому грав до 2007 року. У 2007 році він провів 6 матчів у складі клубу з пляжного футболу «Катран» (Запоріжжя). У 2010 році Моргунов грав у складі футзального клубу «Шахтар», після чого тривалий час грав у складі аматорських футбольних команд запорізької області. У 2016 році Олександр Моргунов грав у складі футзальної команди АРПИ (Донецьк), а в 2017 році у складі футзальної команди «Січ Юнайтед» із Запоріжжя.